# Лесси (фильм, 1994)
«Лесси» (англ. Lassie) — американский приключенческий семейный кинофильм 1994 года режиссёра Дэниела Петри. В прокате США дебютировал на 9 месте. Был показан в 1 785 кинотеатрах США, а доходы составили 9 979 683 долларов. Дистрибьютором выступила компания Paramount Pictures.

## Сюжет
Семья Тёрнеров (муж Стив, жена Лаура и двое его детей от первой жены Мэттью и Дженнифер) переселилась из Балтимора на ферму в штате Виргиния, принадлежавшую первой жене Стива. По дороге они становятся свидетелями аварии фургона, перевозящего овец. Водитель погиб, но в живых осталась собака-колли Лесси. Семья принимает решение взять её с собой. Лесси становится членом их семьи, и особенно помогает подростку Мэтту: приводит его к тарзанке на берегу озера, находит детский дневник его матери, спасает его от волка. Вскоре Тёрнеры знакомятся со своими соседями Гарландами, которые занимаются разведением овец и заработали на этом состояние. Мэтт знакомится со своей ровесницей Эйприл Портер. Со временем он приходит к выводу, что и за городом можно неплохо проводить время, а на овцах можно разбогатеть, и когда Сэм собрался возвращаться в город, сын убедил его остаться на ферме и заняться овцеводством. Между Тёрнерами и Гарландами возникает вражда из-за того, что последние больше не могут выпасать своих овец на землях Тёрнеров, а те смогут в будущем составить Гарландам конкуренцию. Апогей вражды наступает тогда, когда молодые Гарланды крадут принадлежащих Тёрнерам овец. Мэтт спасает Джоша, старшего из братьев Гарландов, из бушующей реки, что является поводом к примирению. Самого Мэтта спасает из реки Лесси, но собаку уносит бурлящим потоком, и все решают, что она погибла. Но Лесси остается в живых и приходит к школе Мэтта, где её встречает любимый хозяин.

## В ролях
| Актёр                 | Роль                                         |
| --------------------- | -------------------------------------------- |
| Говард                | Лесси (в титрах не указан)                   |
| Хелен Слейтер         | Лаура Тёрнер                                 |
| Чарли Хофхаймер       | Джим Гарланд                                 |
| Клейтон Барклай Джонс | Джош Гарланд                                 |
| Том Гайри             | Мэттью Тёрнер                                |
| Джон Тенни            | Стив Тёрнер                                  |
| Бриттани Бойд         | Дженнифер Тёрнер                             |
| Фредерик Форрест      | Сэм Гарланд                                  |
| Джоди Смит Стриклер   | Милдред Гарланд                              |
| Ричард Фарнсуорт      | Лен Коллинз                                  |
| Мишель Уильямс        | Эйприл Портер                                |
| Джо Инскоу            | Пит Джарман                                  |
| Ивонн Бризендин       | миссис Джарман                               |
| Маргарет Пири         | миссис Паркер                                |
| Дэвид Бриджуотер      | заказчик                                     |
| Эрнест Пул мл.        | дорожный патрульный №1                       |
| Джеффри Грей          | дорожный патрульный №2                       |
| Роберт Бриттен        | пожарный                                     |
| Рик Уорнер            | робкий сосед                                 |
| Келли Эдвардс         | курящая девушка                              |
| Джордан Янг           | курящий мальчик                              |
| Трэйси Линн Фрейм     | посетительница ярмарки (в титрах не указана) |
| Кэти Масса            | студентка колледжа (в титрах не указана)     |

## Критика
Фильм получил смешанные отзывы критиков. На агрегаторе рецензий Rotten Tomatoes у фильма 88 % положительных отзывов на основе 16 рецензий, а рейтинг IMDb составил 5,9 из 10.
Лиза Шварцбаум из Entertainment Weekly поставила фильму оценку «отлично» и сказала, что фильм был «на удивление чистым, бодрящим произведением, которое исключительно хорошо справляется с трудными задачами, изображая правдоподобно современных молодых людей с правдоподобно старомодным сюжетом». Сравнивая «Лесси» с предыдущими фильмами, Стивен Гайдос из Variety написал: «Поскольку в последнее время Голливуд постоянно обращается к телевидению за материалом для большого экрана, было неизбежно, что такие вечнозеленые фильмы получат обновление в 90-х. Новое повествование — это хорошо продуманное, захватывающее приключение, возможное благодаря твердой руке дрессировщика Дэниэла Петри и чуткому, проницательному сценарию, который фокусируется на человеческой драме, обеспечивая длинный поводок собачьей харизме, хитрости и спортивному мастерству знаменитого колли».
Джанет Маслин из The New York Times назвала картину «милым, живописным детским фильмом», добавив: «Злодеи фильма, богатая семья овцеводов скорее отвратительны, чем злы. Для сегодняшних зрителей, может быть, этого и достаточно». Питер Райнер из Los Angeles Times заявил, что это «попытка апофеоза мифов о колли. Когда Лесси прыгает в бушующий водопад, чтобы спасти Мэтта, или борется с волком, ожидание не является напряженным, потому что мы уже знаем, чем все это закончится. Один из недостатков фильма, с точки зрения семейного развлечения, заключается в том, что вы все время ждете, пока опасность и плохие парни оживят ситуацию».